# Prionolejeunea dissitifolia
Prionolejeunea dissitifolia là một loài Rêu trong họ Lejeuneaceae. Loài này được (Spruce) V.F. Schiffner mô tả khoa học đầu tiên năm 1897.